# Ossido di olmio
L'ossido di olmio è un composto chimico di un elemento di terra rara olmio e ossigeno, di formula chimica Ho2O3. Insieme all'ossido di disprosio(III) (Dy2O3), l'ossido di olmio è una delle più potenti sostanze paramagnetiche conosciute. L'ossido, chiamato anche olmia, si presenta come una componente secondaria del minerale di ossido di erbio chiamato erbia. Tipicamente gli ossidi dei lantanidi trivalenti coesistono in natura e la separazione di questi componenti richiede metodi specializzati.
L'ossido di olmio viene utilizzato nella realizzazione di vetri colorati speciali. Il vetro contenente ossido di olmio e soluzioni di ossido di olmio presentano una serie di picchi di assorbimento ottico acuti nell'intervallo spettrale visibile. Sono quindi tradizionalmente utilizzati come comodo standard di calibrazione per spettrofotometri ottici.

## Proprietà

### Aspetto
L'ossido di olmio ha alcuni cambi di colore abbastanza drastici a seconda delle condizioni di illuminazione. Alla luce del giorno, è di colore giallo. Sotto luce tricromatica, è un rosso fuoco ardente, quasi indistinguibile dal modo in cui l'ossido di erbio appare sotto la stessa illuminazione. Ciò è legato alle nette bande di emissione dei fosfori. L'ossido di olmio ha un ampio intervallo di banda di 5,3 eV e dovrebbe quindi apparire incolore. Il colore giallo ha origine da abbondanti difetti del reticolo (come le lacune di ossigeno) ed è correlato alle transizioni interne degli ioni Ho3+.

### Struttura cristallina
L'ossido di olmio ha una struttura cubica, ma piuttosto complessa, con molti atomi per unità di cellula e una grande costante reticolare di 1,06 nm. Questa struttura è caratteristica degli ossidi di elementi pesanti di terre rare, come l'ossido di terbio(III) (Tb2O3), l'ossido di disprosio (Dy2O3), l'ossido di erbio (Er2O3), l'ossido di tulio (Tm2O3), l'ossido di itterbio (Yb2O3) e l'ossido di lutezio (Lu2O3). Il coefficiente di dilatazione termica di Ho2O3 è anche relativamente grande, pari a circa {\displaystyle 7,4\cdot 10^{-6}\,^{\circ }\mathrm {C} ^{-1}}.

### Caratteristiche chimiche
Il trattamento dell'ossido di olmio con acido cloridrico o con cloruro di ammonio fornisce il corrispondente cloruro di olmio:
{\displaystyle {\ce {Ho2O3 + 6NH4Cl -> 2HoCl3 + 6NH3 + 3H2O}}}

## Storia
L'olmio (da Holmia, nome latino di Stoccolma) fu scoperto da Marc Delafontaine e Jacques-Louis Soret nel 1878, che notarono le anormali bande di assorbimento spettrografico dell'elemento allora sconosciuto (lo chiamarono "Elemento X"). Più tardi nel 1878, Per Teodor Cleve scoprì indipendentemente l'elemento mentre stava lavorando sulla terra di erbia (ossido di erbio).
Utilizzando il metodo sviluppato da Carl Gustaf Mosander, Cleve per prima cosa rimosse tutti i contaminanti noti dall'erbia. Il risultato di quello sforzo furono due nuovi materiali, uno marrone e uno verde. Chiamò la sostanza marrone holmia (dal nome latino della città natale di Cleve, Stoccolma) e quella verde thulia. In seguito si scoprì che l'olmia era l'ossido di olmio e la tulia era ossido di tulio.

## Distribuzione
L'ossido di olmio si presenta in tracce nei minerali gadolinite, monazite e in altri minerali delle terre rare. L'olmio metallico si ossida facilmente nell'aria. Con il valore di 1,4 mg/kg, l'olmio è il 56º elemento più abbondante nella crosta terrestre. Le principali aree minerarie sono Cina, Stati Uniti, Brasile, India, Sri Lanka e Australia con riserve di ossido di olmio stimate in 400.000 tonnellate.

## Produzione
Per effettuare l'estrazione dell'ossido di olmio le miscele minerali vengono frantumate e macinate. La monazite, a causa delle sue proprietà magnetiche, può essere separata da ripetute separazioni elettromagnetiche. Dopo la separazione, il materiale viene trattato con acido solforico concentrato caldo per produrre solfati solubili in acqua di numerosi elementi di terre rare. I filtrati acidi sono parzialmente neutralizzati con idrossido di sodio a pH 3-4. Il torio precipita dalla soluzione sotto forma di idrossido e viene rimosso. Successivamente, la soluzione viene trattata con ossalato di ammonio per convertire le terre rare nei loro ossalati insolubili. Gli ossalati vengono convertiti in ossidi mediante ricottura. Gli ossidi vengono disciolti in acido nitrico che esclude uno dei componenti principali, il cerio, il cui ossido è insolubile in HNO3.
La routine di separazione più efficiente per l'ossido di olmio dalle terre rare è lo scambio ionico. In questo processo, gli ioni delle terre rare vengono adsorbiti su un'adeguata resina a scambio ionico mediante scambio con idrogeno, ammonio o ioni rameici presenti nella resina. Gli ioni di terre rare vengono quindi selettivamente eliminati da un idoneo agente complessante, come citrato di ammonio o nitrilotriacetato.

## Usi
L'ossido di olmio è uno dei coloranti utilizzati per i vetri, a cui conferisce un colore giallo o rosso. Vetri contenenti ossido di olmio e soluzioni di ossido di olmio (generalmente in acido perclorico) hanno stretti picchi di assorbimento ottico nel range 200-900 nm; pertanto sono usati come standard di calibrazione per spettrofotometri ottici e sono disponibili commercialmente.
Come la maggior parte degli altri ossidi delle terre rare, l'ossido di olmio è usato come catalizzatore e nei laser. Il laser ad olmio opera a una lunghezza d'onda di circa 2,08 micron. Questo laser è sicuro per gli occhi ed è usato in medicina, LIDAR, misure di velocità del vento e monitoraggio dell'atmosfera.

## Effetti sulla salute
L'ossido di olmio(III) è, rispetto a molti altri composti, non molto pericoloso, sebbene una sovraesposizione ripetuta possa causare granuloma ed emoglobinemia. Ha una bassa tossicità orale, cutanea e per inalazione e non è irritante. L'LD50 è maggiore di 1 g per chilogrammo di peso corporeo.